# România: Patru patrii
România: Patru patrii este un film românesc din 2015 regizat de Alexandru Solomon. Rolurile principale au fost interpretate de actorii Norman Manea, Gabriela Adameșteanu, Mircea Cărtărescu, Florin Lăzărescu.

## Distribuție
Distribuția filmului este alcătuită din:
- Florin Lăzărescu
- Gabriela Adameșteanu
- Mircea Cărtărescu
- Norman Manea